# D'Alembert (cráter)

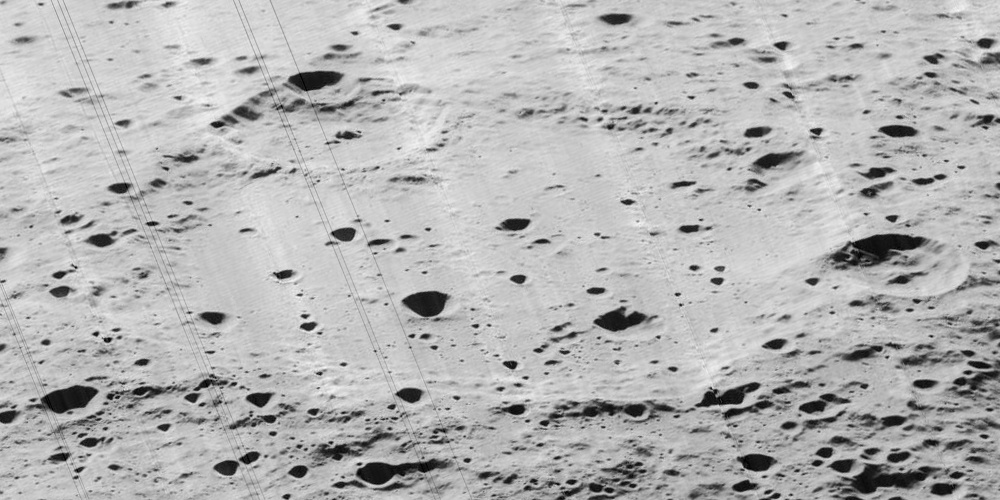
Vista oblicua del Lunar Orbiter 5, lado oeste

D'Alembert es un gran cráter de impacto situado en el hemisferio norte de la cara oculta de la Luna, al noreste de la llanura amurallado del cráter algo menor Campbell. A horcajadas sobre el borde suroeste de D'Alembert aparece el cráter Slipher. Al norte se encuentra el cráter Yamamoto, y al sursudoeste se halla Langevin. Esta llanura amurallada tiene el mismo diámetro que Clavius en el lado cercano, por lo que es una de las mayores formaciones de este tipo en la Luna.
|  |

Al igual que con muchas llanuras lunares amuralladas de dimensiones comparables, el borde exterior de esta formación se ha desgastado y deteriorado por impactos posteriores. Además de Slipher, el más notable de estos cráteres es D'Alembert Z,  que atraviesa el borde norte. También hay un pequeño cráter en la pared interior del noroeste que tiene una gran hendidura en su lado oriental, y un cráter más pequeño a lo largo de la pared interior del sudeste. A pesar de estar muy erosionado, la forma del brocal aún se pueden discernir fácilmente como una línea de crestas más o menos circular sobre la superficie lunar.
La plataforma interior de D'Alembert es una superficie relativamente llana, al menos en comparación con el terreno áspero que rodea el borde del cráter. Está marcado con numerosos impactos de cráteres pequeños, con los cráteres de gran tamaño D'Alembert G y D'Alembert E situados hacia el lado oriental del borde. En el suroeste, el suelo es más irregular debido a la rampa exterior y a las capas de material expulsado desde Slipher. Un par de hendiduras poco profundas en la superficie del suelo se prolongan hasta lejos del cráter, iniciándose cerca del punto medio de D'Alembert y llegando hasta la mitad del recorrido hacia la pared interior.

## Cráteres satélite
Por convención estos elementos son identificados en los mapas lunares poniendo la letra en el lado del punto medio del cráter que está más cerca de D'Alembert.
|            | \| D'Alembert \| Coordenadas \| Diámetro \| \| ---------- \| ------------------------------ \| -------- \| \| E \| 52°48′N 168°12′E / 52.8, 168.2 \| 22 km \| \| G \| 50°54′N 167°30′E / 50.9, 167.5 \| 18 km \| \| J \| 47°30′N 170°24′E / 47.5, 170.4 \| 20 km \| \| Z \| 55°24′N 165°36′E / 55.4, 165.6 \| 44 km \| |          |
| D'Alembert | Coordenadas | Diámetro |
| E          | 52°48′N 168°12′E / 52.8, 168.2 | 22 km    |
| G          | 50°54′N 167°30′E / 50.9, 167.5 | 18 km    |
| J          | 47°30′N 170°24′E / 47.5, 170.4 | 20 km    |
| Z          | 55°24′N 165°36′E / 55.4, 165.6 | 44 km    |